# Sojuz 18-1
Sojuz 18-1 (kod wywoławczy Урал - Ural) – radziecki pojazd kosmiczny, który nie zdołał osiągnąć orbity na skutek poważnej awarii podczas startu. W skład załogi wchodzili major sił powietrznych Wasilij Łazariew, oraz inżynier lotu, cywil, Oleg Makarow.

## Załoga

### Podstawowa
- Wasilij Łazariew(2)
- Oleg Makarow (2)

### Rezerwowa
- Piotr Klimuk (2)
- Witalij Siewastjanow (2)

## Przebieg misji
Sojuz 18 miał być drugą załogową wizytą na pokładzie stacji kosmicznej Salut 4. Dla obu kosmonautów była to druga misja – pierwszą odbyli w tym samym składzie, na pokładzie kapsuły Sojuz 12, testując nowy model statku Sojuz.
Start przebiegał prawidłowo aż do czasu T+288,6 sekund i wysokości 145 kilometrów, kiedy rozpoczęło się oddzielanie członów drugiego i trzeciego. Tylko trzy z sześciu zamków łączących człony rozpięły się prawidłowo. Silnik trzeciego członu uruchomił się pomimo tego, że pod nim znajdował się nadal człon drugi. Odrzut członu trzeciego w końcu zerwał pozostałe zamki i odrzucił drugi człon, ale nieplanowane siły działające na człon trzeci sprawiły, że rakieta zboczyła z planowanej trajektorii. Przy T+295 sekundach, odchylenie osiągnęło stan, który spowodował zadziałanie automatycznego systemu ratunkowego, odciągającego kapsułę Sojuz od rakiety i oddzielającego moduł orbitalny pojazdu. Oddzielenie kapsuły nastąpiło na wysokości 192 km.
W momencie aktywacji systemu ratunkowego, pojazd był skierowany w stronę Ziemi, co dodatkowo znacząco zwiększyło jego szybkość opadania. Zamiast przewidywanego przeciążenia 15 g, któremu poddawani mieli być astronauci w razie wykonania procedury ratunkowej, załoga Sojuza 18 poddana była przeciążeniu 21,3 g. Mimo bardzo dużych przeciążeń, spadochrony zdołały otworzyć się prawidłowo i wyhamować pojazd do normalnej prędkości lądowania, które nastąpiło po zaledwie 21 minutach lotu.
Kapsuła wylądowała w górach Ałtaju w pobliżu granicy z Chinami. Załoga przygotowała się do ewentualnego zniszczenia lądownika, ponieważ kosmonauci nie byli pewni, czy znajdują się na terytorium ZSRR, jednak wkrótce napotkany rolnik upewnił ich o tym. Lądownik usiadł na ziemi na krawędzi urwiska, na którym trzymał się dzięki spadochronom. Odmowa odpalenia lin łączących spadochron z kapsułą przez Łazariewa ocaliła statek przed upadkiem w niemal 200 metrową przepaść. Niektóre źródła twierdzą, że Sojuz 18-1 wylądował w skalistej, północno-zachodniej części Chin, półtora kilometra od granicy mongolskiej i ok. 80 km od granic ZSRR, zaś załogę ewakuował radziecki śmigłowiec. Władz chińskich nie powiadomiono. Przebieg misji utajniono, jak większość radzieckich niepowodzeń, podając tylko ogólnikowe informacje – pierwsze obszerniejsze publikacje o jej przebiegu opublikował w roku 1983 „Czerwony Sztandar”.
Szczegóły przerwania misji Zachód poznał dużo wcześniej, gdyż wiadomości te zostały ujawnione przez Rosjan w czasie przygotowań do misji Sojuz-Apollo (sprawą zainteresował się nawet Kongres Stanów Zjednoczonych). Z przekazanych informacji wynikało, że w misji tej użyty był starszy model rakiety nośnej niż ta, która miała zostać użyta w czasie wspólnej misji w lipcu. W raporcie przekazanym Amerykanom przez Rosjan przerwanie lotu w tej misji zostało nazwane „anomalią 5 kwietnia”. Do określenia tego wypadku Rosjanie używali tylko tego terminu, który stał się „oficjalnym” wyjaśnieniem na wiele lat.
Lot Sojuza 18a stanowił do 11 października 2018 jedyny wypadek awarii wynoszącej pojazd załogowy rakiety na dużej wysokości. Jako że kolejna misja ze względu na panujący w ZSRR zwyczaj numeracji i w celu zamaskowania wypadku również nosiła numer Sojuz 18, tę opisuje się zwykle jako Sojuz 18-1 lub Sojuz 18a.